# Hermanis Matisons
Hermanis Matisons (auch Hermann Mattison) (* 28. Dezember 1894 in Riga; † 16. November 1932 in Riga) war ein lettischer Schachspieler und Studienkomponist.

## Schachspieler
Der Vater von Matisons stammte aus einer Landarbeiterfamilie und zog in jungen Jahren nach Riga. Er arbeitete im Kindesalter seines Sohnes bei einem Schiffsspediteur. Hermanis erlernte das Schachspiel im Alter von sieben Jahren, jedoch beschäftigte er sich erst ab 1910 ernsthafter mit Schach. Im Jahre 1913 wurde er Mitglied des Rigaer Schachklubs und siegte in einer Simultanveranstaltung gegen José Raúl Capablanca.
|   | a | b | c | d | e | f | g | h |   |
| 8 |   |   |   |   |   |   |   |   | 8 |
| 7 |   |   |   |   |   |   |   |   | 7 |
| 6 |   |   |   |   |   |   |   |   | 6 |
| 5 |   |   |   |   |   |   |   |   | 5 |
| 4 |   |   |   |   |   |   |   |   | 4 |
| 3 |   |   |   |   |   |   |   |   | 3 |
| 2 |   |   |   |   |   |   |   |   | 2 |
| 1 |   |   |   |   |   |   |   |   | 1 |
|   | a | b | c | d | e | f | g | h |   |

Die Stellung entstand nach kompliziertem Spiel in einem hartnäckig geführten Kampf. Da die schwarzen Bauern vereinzelt sind und der weiße König besser als sein Gegner steht, ist die Sache trotz der beiden Mehrbauern noch nicht trivial. Matisons fand den einzigen Gewinnweg:
48. … f5–f4! Sonst hält Ke3 mit Gewinn des Bd3 und anschließendem Königsmarsch zum Bb7 remis. Durch den Zug gewinnt Schwarz daher ein Tempo, das sich als entscheidend erweisen wird.
49. Kf2–e1 Kh7–g6
50. Ke1–d2 Kg6–f5
51. Kd2xd3 Kf5–g4
52. Kd3–c4 h6–h5
53. Kc4–b5 h5–h4
54. Kb5–b6 h4–h3
55. g2xh3+ Kg4xh3
56. Kb6xb7 f4–f3
57. a5–a6 f3–f2
58. a6–a7 f2–f1D und Weiß gab auf.
Nach der Umwandlung 58. a8D entscheidet die Abwicklung Df3+ 60. Kb8 Dxa8+ 61. Kxa8 f5 usw. Zu spüren ist bereits ein Hauch des künftigen großen Meisters der Studienkomposition.
Als 15-Jähriger musste Matisons nach dem Tode seines Vaters seine Schulzeit am Gymnasium abbrechen und ging in einem Kontor in die Lehre. In der Folgezeit waren seine Beiträge als Schachautor Hauptquelle seiner Existenz.
Von 1922 bis 1923 setzte er sich unter den besten der Rigaer Schachgesellschaft durch. Matisons, inzwischen Staatsbeamter, gewann auf dem 1. Lettischen Schachkongress im April 1924 die Landesmeisterschaft und im gleichen Jahr in Paris die vom neu gegründeten Weltschachverband FIDE erstmals ausgetragene Amateurweltmeisterschaft (offiziell: Tournoi international d’amateurs à l’occasion de la VIIIe Olympiade) im Rahmen der Schacholympiade 1924. In der Finalgruppe gewann er vier Partien, spielte dreimal remis und verlor nur gegen Max Euwe. Bei der zweiten Auflage dieses Turniers in Den Haag 1928 wurde er Dritter hinter Max Euwe und Dawid Przepiórka. Im Jahre 1929 nahm er an dem sehr stark besetzten Turnier in Karlsbad teil und belegte dort den 10. Platz, wobei er Schachgrößen wie Géza Maróczy und Savielly Tartakower hinter sich ließ. Er spielte bei der Schacholympiade in Prag 1931 am ersten Brett für Lettland und erreichte 50 Prozent der Punkte (drei Siege, drei Niederlagen, acht Remis), wobei er gegen den Weltmeister Alexander Aljechin sowie gegen Akiba Rubinstein und Milan Vidmar gewann.
Berühmt wurde er durch seine Endspielstudien. Insgesamt komponierte er ab 1911 53 Studien sowie zwölf Mattaufgaben, die überwiegend in Rigaer Zeitungen erschienen. In ausländischen Publikationen wurde sein Name meist in der germanisierten Form Hermann Mattison angegeben; bei der Amateurweltmeisterschaft 1924 in Paris hatten ihn die Ausrichter als Armand Mattison in die Teilnehmerliste eingetragen.
Matisons leitete die Schachecke des Rigaer Schachklubs in der Tageszeitung Latvis. 1927 gründete er eine Schachspalte in der lettischen Wochenzeitschrift Atpūta und führte sie bis zu seinem Tode. Er starb im Alter von 37 Jahren an Schwindsucht.
Seine beste historische Elo-Zahl ist 2631. Diese erreichte er 1929, damit lag er zeitweilig auf Platz 12 der Weltrangliste.

## Schachkomposition
Nach Alexander Koblenz war Matisons zweifellos der talentierteste Studienkomponist der zwanziger und dreißiger Jahre. Savielly Tartakower nannte ihn „Weltmeister der Studienkomponisten“.
Matisons Studien zeichnen sich aus durch tiefen und ungewöhnlich interessanten Inhalt und dynamisches Spiel beider Seiten, das häufig mit einer Verführung verbunden ist, welche die Lösung verschleiert.
|   | a | b | c | d | e | f | g | h |   |
| 8 |   |   |   |   |   |   |   |   | 8 |
| 7 |   |   |   |   |   |   |   |   | 7 |
| 6 |   |   |   |   |   |   |   |   | 6 |
| 5 |   |   |   |   |   |   |   |   | 5 |
| 4 |   |   |   |   |   |   |   |   | 4 |
| 3 |   |   |   |   |   |   |   |   | 3 |
| 2 |   |   |   |   |   |   |   |   | 2 |
| 1 |   |   |   |   |   |   |   |   | 1 |
|   | a | b | c | d | e | f | g | h |   |

Weiß hält Remis. Dies sieht auf den ersten Blick unmöglich aus, weil der gefesselte Turm und damit die Partie verlorenzugehen droht. Es gibt aber eine Rettung, die auf einer Pattidee beruht:
 1. Df1–b5+ Lb7–d5
 2. Db5xd5+! e6xd5
 3. Tf3–g3!
Die Pointe. Nach Beseitigung des Läufers durch ein Damenopfer fesselt Weiß seinerseits. Schlägt Schwarz den Turm, so ist Weiß patt.
 3. … d5–d4 Ein listiger Gewinnversuch. Schlägt Weiß nun voreilig die schwarze Dame, verliert er das Bauernendspiel: 4. Tg3xg4+? Kg5xg4 5. Kh1–g2 d4–d3 6. Kg2–f2 Kg4–f4 7. Kf2–f1 Kf4–f3 8. Kf1–e1 Kf3–e3 9. Ke1–d1 d3–d2 usw.
 4. Kh1–g2! d4–d3
 5. Kg2–f1 Der weiße König steht nun bereit, den Bauern abzufangen, und nach 5. … Dg4xg3 ergibt sich eine weitere Pattstellung.
5. … Kg5–f4
6. Tg3xg4+ Kf4xg4
7. Kf1–e1 Remis.